# India Art Fair

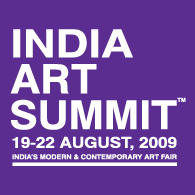
Logo 2009

Die India Art Fair ist eine 2008 als India Art Summit von Neha Kirpal gegründete Messe für moderne und zeitgenössische Kunst in Neu-Delhi, Indien.
Im September 2016 hat die MCH Schweiz Messe Schweiz (Basel) AG, eine Firma der MCH Group, 60,3 Prozent der Aktien der Seventh Plane Pvt. Ltd in New Delhi, Organisatorin der India Art Fair, erworben. Mit der Beteiligung der MCH Group und der Mitbeteiligung von Angus Montgomery Ltd. (29,7 %) sowie der Gründerin und Direktorin Neha Kirpal (10 %) wird die India Art Fair bei ihrer neunten Ausgabe vom 2. bis 5. Februar 2017 unter einer neuen Besitzerstruktur stattfinden. Seit 2018 ist Neha Kirpal nicht mehr beteiligt, dafür wurde Jagdip Jagpal Messe-Direktorin.

## Statistik
2013 waren 3000 Arbeiten von 105 Galerien aus 24 Ländern zu sehen.
Die ersten vier Messen, die India Art Summits im Januar 2008, im August 2009 und im Januar 2011, sowie die India Art Fair im Januar 2012 wurden von zusammen 260.000 Besuchern besucht. Die India Art Summit 2011 hatte 128.000 Besucher.
Die Indian Art Fair war damit 2011 die meistbesuchte Kunstmesse im asiatischen Raum. 2016 fand die achte Messe wie üblich Ende Januar statt.